# CS Fola Esch
CS Fola Esch (francuski: "Cercle Sportif Fola Esch"), skraćeno Fola Esch ili jednostavno Fola, je nogometni klub, u Esch-sur-Alzettu, na jugozapadu Luksemburga. Domaće utakmice igraju na stadionu Émile Mayrisch, na jugu grada, koji dijele s atletskim klubom CA Fola Esch. 

## Trofeji
- Luksemburška prva liga
  - Pobjednici (6): 1917./18., 1919./20., 1921./22., 1923./24., 1929./30., 2012./13., 2014./15.
  - Drugoplasirani (7): 1916./17., 1918./19., 1920./21., 1928./29., 1948./49., 1953./54., 1954./55.

- Luksemburški kup
  - Pobjednici (3): 1922./23., 1923./24., 1954./55.
  - Drugoplasirani (1): 1972./73.

## Bivši treneri
- Michael Lofy (srpanj 2008.–ožujak 2009.)
- Pascal Welter (travanj 2009.–listopad 2009.)
- Hippolyte Dangbeto (2009.)
- Philippe Guérard (listopad 2009.–listopad 2010.)
- Jeff Strasser (studeni 2010.)
- Cyril Serredszum (prosinac 2010.–lipanj 2012.)
- Gerard Lopez (lipanj 2012.– )

## Vanjske poveznice
- Službena stranica kluba